# Евротунел
Евротунел (енгл. Channel Tunnel, фр. Le tunnel sous la Manche) је железнички тунел испод Ламанша дужине 50,5 km који повезује Фокстон у Уједињеном Краљевству и Кокел у Француској. На најнижој тачки тунел је на дубини од 75 метара. Са својих 37,9 km (23,5 mi), тунел има најдужу подводну секцију од било ког тунела на свету и трећи је најдужи железнички тунел на свету. Ограничење брзине за возове кроз тунел је 160 km/h (100 mph). Каналски тунел је у власништву и њиме управља Гетлинк. 
Тунел се користи за пролаз брзих путничких возова Еуростар, Евротунел шатл за превоз друмских возила и међународне теретне возове. Тунел је повезан од краја до краја брзим железничким линијама LGV Норд у Француској и Хај Спид 1 у Енглеској. У 2017. години железничком службом превезено је 10,3 милиона путника и 1,22 милиона тона терета, а шатл је превезао 10,4 милиона путника, 2,6 милиона аутомобила, 51.000 аутобуса и 1,6 милиона камиона (што одговара 21,3 милиона тона терета). Ово се пореди са 11,7 милиона путника, 2,6 милиона камиона и 2,2 милиона аутомобила морским путем кроз Луку Довер.
Идеја за потканалну везу појавила се још 1802, али су британска политичка елита и јавни притисак увек одгађали изградњу тунела због националне сигурности. Један рани неуспешни покушај изградње тунела направљен је крајем 19. века, на енглеској страни, „у нади да ће изнудити подршку енглеске владе“. Коначни успешни пројекат изградње Евротунела, почео је 1988, и завршен је 1994. Почетна предвиђања буџета су била 4,650 милијарди фунти што је покрило око 80% цене изградње тунела. Подухват који је био процењен на 5,5 милијарди фунти 1985. године, био је у то време најскупљи грађевински пројекат који је икад предложен. Трошак је коначно износио 9 милијарди фунти (еквивалентно 16 милијарди фунти у 2019. години), што је знатно више од предвиђеног буџета.
Од изградње, тунел је имао неколико проблема. Пожар је зауставио изградњу тунела. Илегални емигранти покушали су да искористе тунел како би ушли у Велику Британију, што је изазвало мање дипломатске проблеме око избегличког кампа у непосредној близини тунела са француске стране и његово затварање 2002.

## Порекло

### Ранији предлози
Године 1802, Алберт Матје-Фавиер, француски рударски инжењер, изнео је предлог за тунел испод Ламанша, са осветљењем од уљних лампи, коњским запрегама и вештачком острвом постављеним на средини канала зарад промене коња. Дизајн Матје-Фавиера предвиђао је прокопани тунел на два нивоа са горњим тунелом који се користи за транспорт, а доњим за проток подземних вода.
Године 1839, Француз Еме Томе де Гамонд, извршио је прва геолошка и хидрографска истраживања на Каналу, између Калеа и Довера. Томе де Гамонд је истражио неколико шема и 1856. године изнео је предлог Наполеону III за ископавање железничког тунела од рта Грис-Нез до Ист Вир Појнта са луком/ваздушним окном на Варн спруду по цени од 170 милиона франака, или мање од 7 милиона фунти.